# Терпилицы
Терпи́лицы (фин. Terpilitsa) — деревня в Бегуницком сельском поселении Ленинградской области. Бывший административный центр Терпилицкого сельского поселения.

## История
Впервые упоминается в Писцовой книге Водской пятины 1500 года как сельцо Терпеличи в Богородицком Врудском погосте.
Упоминается на карте Ингерманландии А. И. Бергенгейма, составленной по материалам 1676 года, как деревня Terpilitsa.
На шведской «Генеральной карте провинции Ингерманландии» 1704 года — как деревня Terpelitsa.
Как деревня Ерпелица она обозначена на «Географическом чертеже Ижорской земли» Адриана Шонбека 1705 года.
Мыза Терпилицы впервые обозначена на карте Ингерманландии А. Ростовцева 1727 года. Мызу построил Василий Михайлович Ребиндер.
Деревня Терпилицы упоминается на карте Санкт-Петербургской губернии Я. Ф. Шмидта 1770 года.
В 1830 году мызу Терпилицы купил Вятский губернский прокурор Александр Фёдорович фон Веймарн в приданое своей сестре Амалии Фёдоровне, вышедшей замуж за Ивана Устиновича Пейкера. При новых владельцах были построены деревянный господский дом, каменные флигели, службы и разбит пейзажный парк.
Как деревня Терпилицы помещика Пекарева она обозначена на карте Санкт-Петербургской губернии Ф. Ф. Шуберта 1834 года.

ТЕРПИЛИЦЫ — мыза принадлежит тайному советнику Пейкер, число жителей по ревизии: 12 м. п., 8 ж. п.

ТЕРПИЛИЦЫ — деревня принадлежит тайному советнику Пейкер, число жителей по ревизии: 36 м. п., 43 ж. п. (1838 год)

В 1840-е годы мызу Терпилицы купил барон Егор Ермолаевич Врангель. При нём были возведены хозяйственные постройки из валунов, расширен усадебный парк.
В пояснительном тексте к этнографической карте Санкт-Петербургской губернии П. И. Кёппена 1849 года она записана как деревня Terpilitz (Терпилицы) и указано количество её жителей на 1848 год: савакотов — 1 м. п., 2 ж. п., всего 3 человека; русских — 57 человек.
На карте профессора С. С. Куторги 1852 года обозначена как деревня Терпилицы.

ТЕРПИЛИЦЫ — деревня коллежского советникаВрангеля, 27 вёрст по почтовой, а остальное по просёлочной дороге, число дворов — 15, число душ — 39 м. п. (1856 год)

Согласно «Топографической карте частей Санкт-Петербургской и Выборгской губерний» 1860 года деревня Терпилицы состояла из 17 крестьянских дворов. Восточнее деревни находилась ветряная мельница и кирпичный завод.

ТЕРПИЛИЦЫ — мыза владельческая при колодце, между 1-й и 2-й Самерскими дорогами в 48 верстах от Ямбурга, число дворов — 5, число жителей: 19 м. п., 19 ж. п.

ТЕРПИЛИЦЫ — деревня владельческая при колодце, между 1-й и 2-й Самерскими дорогами в 48 верстах от Ямбурга, число дворов — 15, число жителей: 48 м. п., 54 ж. п. (1862 год)

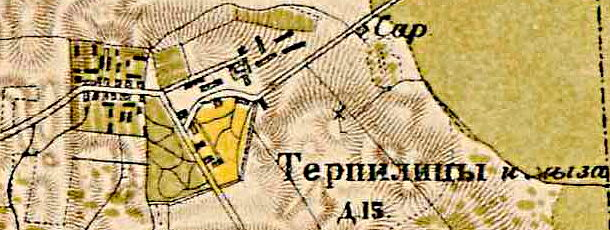
План деревни Терпилицы. 1885 год

Согласно «Карте окрестностей Санкт-Петербурга» в 1885 году деревня Терпилицы состояла из 15 крестьянских дворов, к востоку от деревни располагалась ветряная мельница.
Согласно материалам по статистике народного хозяйства Ямбургского уезда 1887 года мыза Терпилицы площадью 1747 десятин принадлежала барону А. Е. Врангелю, мыза была приобретена в 1881 году за 37 000 рублей, в ней имелся фруктовый сад и водяная мельница, сдаваемая в аренду.
В 1900 году, согласно «Памятной книжке Санкт-Петербургской губернии», мыза Терпилицы площадью 1237 десятин принадлежала барону Егору Егоровичу Врангелю.
В конце XIX — начале XX века деревня административно относилась к Врудской волости 1-го стана Ямбургского уезда Санкт-Петербургской губернии.
По данным «Памятной книжки Санкт-Петербургской губернии» за 1905 год мызой Терпилицы площадью 1237 десятин владел барон Александр Егорович Врангель, в имении был телефон.
К 1913 году количество дворов в деревне увеличилось до 18.
В 1918 году мыза Терпилицы была национализирована.
С 1923 по 1924 год деревня Терпилицы входила в состав Плещевицкого сельсовета Врудской волости Кингисеппского уезда.
С 1924 года в составе Худанского сельсовета.
Согласно данным переписи населения СССР 1926 года в деревне Терпилицы проживали 122 человека, большинство русские, а также эстонцы.
С 1927 года в составе Молосковицкого района, учитывалась областными административными данными как посёлок Терпилицы.
С 1928 года в составе Рекковского сельсовета.
Согласно топографической карте 1930 года деревня насчитывала 18 дворов, в деревне была школа и каменная ветряная мельница.
С 1931 года в составе Волосовского района.

План деревни Терпилицы. 1933 год

По данным 1933 года деревня Терпилицы входила в состав Рекковского сельсовета Волосовского района. Согласно топографической карте 1933 года деревня насчитывала 18 дворов, в деревне была своя школа.
С 1935 года в составе Терпилицкого сельсовета.
C 1 августа 1941 года по 31 декабря 1943 года деревня находилась в оккупации.
С 1963 года в составе Кингисеппского района.
С 1965 года вновь в составе Волосовского района. В 1965 году население деревни Терпилицы составляло 563 человека.
По данным 1966 года деревня Терпилицы была административным центром Терпилицкого сельсовета.
По данным 1973 года административным центром Терпилицкого сельсовета являлся посёлок Терпилицы.
По данным 1990 года административным центром Терпилицкого сельсовета, в который входили 13 населённых пунктов общей численностью населения 1557 человек, вновь была деревня Терпилицы. В самой деревне проживали 1042 человека.
В 1997 году в деревне Терпилицы проживали 1328 человек, в 2002 году — 1243 человека (русские — 87 %), деревня была центром Терпилицкой волости.
В 2007 году в деревне проживали 1250 человек, деревня являлась административным центром Терпилицкого сельского поселения.
7 мая 2019 года деревня вошла в состав Бегуницкого сельского поселения.

## География
Деревня расположена в центральной части района на автодороге 41К-014 (Волосово — Керново) в месте примыкания к ней автодороги 41К-050 (Терпилицы — Коноховицы).
Расстояние до районного центра — 12 км.
Расстояние до ближайшей железнодорожной станции Волосово — 10 км.

## Демография
| 1862 | 2002  | 2007  | 2010  | 2017  |
| ---- | ----- | ----- | ----- | ----- |
| 140  | ↗1243 | ↗1250 | ↗1273 | ↗1362 |

### Национальный состав
Согласно данным Всероссийской переписи населения 2021 года в деревне проживали 1217 человек, из них:
 русские — 164, украинцы — 4, татары — 2, азербайджанцы — 1, белорусы — 1, немцы — 1, другие национальности — 11 человек, остальные национальность не указали.

## Достопримечательности
- Близ деревни находится курганно-жальничный могильник XI—XIV веков[38].

## Известные уроженцы
- Ануфриев, Николай Иванович — Герой Социалистического Труда